# Adam Kwarasey
Adambathia Larsen "Adam" Kwarasey (født 12. december 1987) er en norsk-ghanesisk professionel fodboldspiller der spiller for den norske Eliteserieklub Vålerenga som målmand. Selvom han er født i Norge, repræsenterer Kwarasey Ghana på landsholdsniveau.